# Tatoeba
Tatoeba é um banco de dados online de frases de exemplo voltado para estudantes de idiomas estrangeiros. Seu nome é oriundo do termo do idioma japonês e significa "por exemplo". Diferentemente de outros dicionários, que focam em palavras, Tatoeba tem como foco frases completas, suas propriedades gramaticais e tradução para outros idiomas. O registro no serviço é opcional, sendo aberto para o público em geral, independente da experiência linguística ou proficiência numa língua estrangeira. Tatoeba foi fundado por Trang Ho em 2006 e inicialmente hospedado no Sourceforge sob o projeto nomeado "multilangdict". Ela mantém e administra o projeto com Allan Simon, o qual se juntou em 2009. Tatoeba é hospedado e tem suporte da ''Free Software Foundation'', França.
Segundo dados do serviço, passaram a existir mais de 1 milhão de frases registradas no sistema em outubro de 2011. A maioria delas está em inglês (252.263), em esperanto (186.887) e em japonês (166.778). Há mais de 89.000 frases em português. Atualmente, o banco de dados conta com mais de um milhão e meio de frases de exemplo em 115 idiomas. 